# NGC 7623
NGC 7623 is een lensvormig sterrenstelsel in het sterrenbeeld Pegasus. Het hemelobject werd op 26 september 1785 ontdekt door de Duits-Britse astronoom William Herschel.

## Synoniemen
- UGC 12526
- MCG 1-59-56
- ZWG 406.75
- NPM1G +08.0554
- PGC 71132